# Heidelberger Druckmaschinen
Концерн Heidelberger Druckmaschinen AG (FWB: HDDG) является крупнейшим глобальным производителем полиграфического оборудования и технологий печати. Имеет 250 отделений в 170 странах и разветвлённую сеть сервисных центров.